# パーマン
- 藤子不二雄（連載） > 藤子・F・不二雄（著作） > パーマン
- 藤子不二雄 > アニメ > パーマン

『パーマン』は、藤子不二雄名義で執筆された日本の漫画作品、テレビアニメ、作中で主人公達が変身するヒーローの名称である。

## 作品概要
冴えない小学生・須羽ミツ夫がある日、宇宙人からもらったパーマンセット（マスク、マント、バッジ）を装着すると怪力や空を飛ぶ能力などを授かり、その力を生かして正義のヒーローになるという物語である。超人であるという秘密を持つ少年の葛藤、その矛盾に立ち向かう強さ、本当の正義とは何かを、独特の藤子ギャグで描く、藤子の代表作のひとつ。
1966年から2年間（以下、「旧作」）、1983年から3年間（以下、「新作」）の2度にわたり漫画が連載され、それぞれ同時にテレビアニメも作られた。2003、2004年にも劇場アニメ映画化された。
1966年の旧作は『オバケのQ太郎』後継作品として漫画連載とアニメ放送がセットで企画され、新作漫画の連載開始から5か月後にアニメ放送も開始された。1983年の新作はアニメ『忍者ハットリくん』（安孫子単独作）の放送枠移動に伴い、後番組アニメとして白羽の矢が立ったことにより、新作漫画の連載とアニメの放送がほぼ同時（1か月の差）に開始された。どちらも漫画連載とアニメ放送が連動して開始しているため、「人気漫画がアニメ化された」等の表現は厳密な意味では誤りになる。
旧作漫画ではギャグ作品を基本としつつ、水爆、国際軍事、エベレスト遭難等を扱ったシリアスタッチなエピソードも見られる。
新作漫画では、世界的陰謀にシリアスに立ち向かうエピソードよりも、パーマンの能力を生かしつつ各キャラクターに焦点を合わせたエピソードに重点が置かれた。
悪役は単なる泥棒から、特殊な攻撃でパーマンを倒す者までバリエーションに富んでいる。
藤本いわく、普通の小学生の男の子がマスクをかぶってパワーアップするという設定は、安孫子が執筆した漫画作品『わが名はXくん』や『マスクのXくん』が下地になっているという。
また、パーマンのマスクのつばの跳ね返りは、幼児の上唇を模したものだという。このマスクの形状が子供達に幅広く受け入れられた要素だと、作者は分析している。
旧作はパーマン2号、スーパーマン、カバ夫、サブ、2号のママらの作画を安孫子が担当した合作（藤本がメインで執筆し、安孫子が一部のキャラクターのみ作画）。藤本が藤子・F・不二雄として活動した期間（独立後から死去まで）にはパーマンの漫画作品は1話も執筆されておらず、この期間に限ればアニメも制作されていない。独立後は権利上の都合で「パーマンは藤子・F・不二雄作品」として扱われているが、歴史的な実情としては「パーマンは藤本がメインで執筆した藤子不二雄作品」である。
安孫子が執筆したエッセイなどのタイトルとしても使用されている（「パーマンの指定席」や「パーマンゴルフ」、「PARマンの情熱的な日々」など）。これらの作品では「パーマン」は安孫子を表すあだ名として用いられている（ゴルフ用語「パー」、安孫子が敬愛するゴルファー「アーノルド・パーマー」、パーマンの作者であること等をもじっている）。
忍者ハットリくんとパーマンが共演した映画の原作漫画を、安孫子が執筆している（映画の項目を参照）。
藤子不二雄率いる草野球のチーム名は『パーマンズ』だった。
3度にわたるアニメ化の機会に恵まれたにもかかわらず、原作漫画最終回の「ミツ夫がスーパー星（新作ではバード星）に旅立つ」内容が完結エピソードとして描かれたことがない。厳密にはその内容を翻案した回がアニメ第2作にあるが、後述のように原作漫画とは結末が異なる。
漫画「わが友「有名人」」（1969年）は、有名人にコピーロボットの鼻を押させて子供たちの前へコピーを連れて行くという話で、野球選手の「巨神軍の玉選手」（王貞治のパロディ）「ジャイアント加馬」（ジャイアント馬場のパロディ）などが登場する。

### 設定変更
パーマン5号の存在の有無や飛行速度の設定を始め、旧作と新作の間にはいくつもの設定の差異が存在する。また、同じ旧作・新作の間でも権利や倫理の変化が原因で、後年の単行本では設定が変更された例がある。
須羽ミツ夫にパーマンセットを渡した宇宙人は、旧作では「スーパーマン」と呼ばれていたが、スーパーマンの著作権・商標権に触れるため、新作連載時に「バードマン」と改名された。パーマンの名は「半人前で『スー』がないスーパーマン」という意味あいでの命名であるが、この変更のためつながりが消えてしまっている（第2期TVアニメ主題歌『パーマンはそこにいる』では「『スー』がスーッと消えて『パーマン』さ」と歌われているほか、キャラクターソングなどの一部では「スー」の部分を歌いこんだものがある）。
また、パーマンであることが仲間以外に知られた場合は、旧作では秘密を守るため、「脳細胞破壊銃でパー（廃人）にされる」という設定だったが、新作では社会通念に配慮し「細胞変換銃で動物に変えられてしまう」という設定に変更された。他にも、第1話でミツ夫がスーパーマン（バードマン）に対して言った「おじさんは精神病院から脱走してきたんだね」というセリフは、新版では「映画の宣伝も大変だね」または「おじさんはぼくをからかってるんだね」に変更されている。そして小学館の単行本の1995年以降の版では、それまで収録されていた人食い人種が登場する「怪獣さがし」と、毒矢を用いて人を発狂させる犯罪者が登場する「くるわせ屋」の2本が削除された。
2003年に小学館から刊行された新装版単行本では、旧設定のセリフは新設定に変更された他、「クルクルパー」などの不穏当な表現もほとんど変更されており、一部内容理解に差し支える点も発生している。一方、2009年より刊行された「藤子・F・不二雄大全集」では、旧作における「スーパーマン」の表記や「時速91キロ」などの旧設定が復活し、「怪獣さがし」と「くるわせ屋」の2本も再び収録されたものの、「脳細胞破壊銃でクルクルパーにされる」設定は復活しなかった。2016年刊行の新装版単行本は「藤子・F・不二雄大全集」でのスキャン版を用いているが、旧設定のセリフの一部を新設定に改めている（ただし2003年版とは修正がやや異なっている）。
なお、パーマンの連載が最も早く始まった『小学三年生』『小学四年生』の第1話（どちらも1966年12月号掲載）では、パーマンやバードマンのマスクは、現在とは大幅に異なるデザイン（とさかが2つ付いた球形）であった。現在のデザインになるのは第2話以降である。作者曰く、「このデザインはスーパーヒーローものに近い感じで、親しみにくかったので変えた」とのこと。また、設定も一部異なっており、装備はマスクとマントのみでバッジは無く、マスクを被った際の力も6584倍であった。さらに『小学三年生』版では、コピーロボットの名称が「ソックリロボット」、正体がばれた場合のペナルティが「死」、といった差異もあった。

## 書誌情報

### コミックス

#### 現在絶版のもの
- 虫コミックス（虫プロ商事） 全4巻
- ホームコミックス（汐文社） 全3巻
- 藤子不二雄自選集（小学館） 全1巻
- てんとう虫コミックス（小学館） 全7巻
- てんとう虫コミックス※新装版（2003年版）（小学館） 全7巻
- ぴっかぴかコミックス（小学館） 全4巻
- 藤子不二雄ランド（中央公論社） 全12巻

#### 現在入手可能なもの
- てんとう虫コミックス※新装版（2016年版）（小学館） 全7巻
- 小学館コロコロ文庫（小学館） 全5巻
- 藤子・F・不二雄大全集（小学館）全8巻

### 連載誌
- 再録、代筆は含めず新作掲載のみ記載。
- 週刊少年サンデー：1967年2号 - 44号
- 別冊少年サンデー：1967年11月号
- 少年サンデー増刊：1967年春季号・夏季号、1968年新年増刊号
- 小学館コミックス：1967年4月号 - 1968年4月号
- めばえ：1967年3月号 - 1968年7月号
- よいこ：1967年3月号 - 1968年6月号
- 幼稚園：1967年3月号 - 1968年9月号
- 小学館の学年別学習雑誌
  - 小学一年生：1967年3月号 - 1968年8月号
  - 小学二年生：1967年3月号 - 1968年8月号
  - 小学三年生：1966年12月号 - 1968年8月号、1983年4月号 - 1985年3月号
  - 小学四年生：1966年12月号 - 1968年8月号、1983年4月号 - 1986年3月号
  - 小学五年生：1967年4月号 - 1968年5月号
  - 小学六年生：1967年4月号 - 1968年2月号
- 月刊コロコロコミック：1983年4月号 - 11月号、1984年4月号 - 6月号
- てれびくん：1983年4月号 - 1984年4月号

## あらすじ
ある日、須羽ミツ夫の前に超人「スーパーマン」（新作ではバードマン）が現れ、マスクとマント、バッジを渡される。このセットを身に付けることによって、半人前の「パーマン」としての力が発揮できるのである（「スー」が足されるのは一人前と認められてから）。ミツオは同様に超人からマスクやマントを受け取った者たちとパーマンチームを組み、超人的な力を発揮して悪者を懲らしめ、あるいは事故や災害に立ち向かう。出動中は自分そっくりに変身できるコピーロボットに身代わりを任せておけるが、正体は絶対に知られてはならず、知られたことが発覚した場合は秘密を守るため記憶を消され、廃人にされる（新作では人間またはチンパンジー以外の動物に変えられる）と戒められる。かくして5人（新作では4人）のパーマンによる活躍が始まった。

## 登場キャラクター

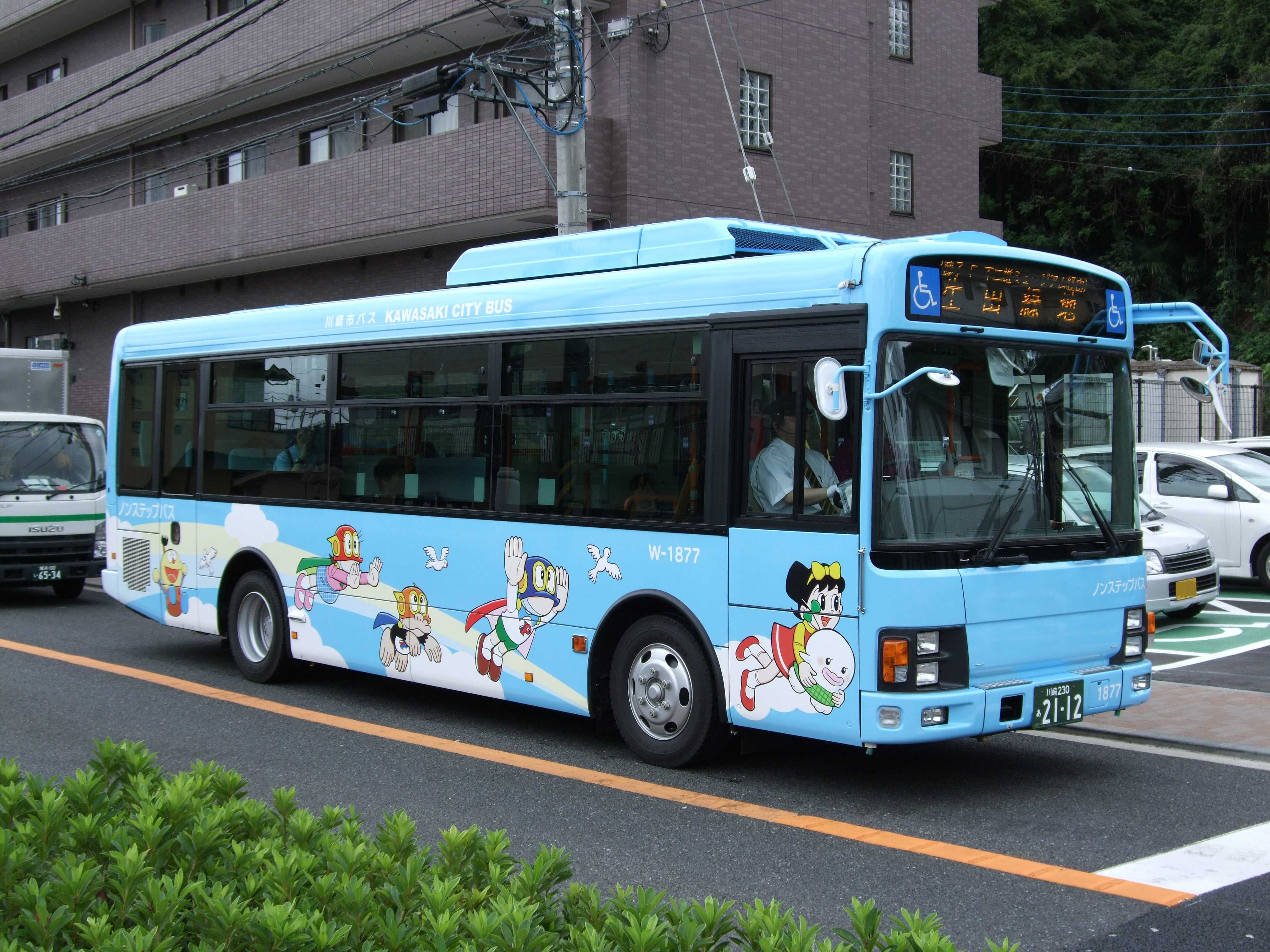
藤子・F・不二雄ミュージアム発着バスに使用されているパーマンのイラスト

漫画『パーマン』に登場するキャラクターを以下に記す。アニメのみに登場するキャラクターは「#アニメ」を参照。また、アニメのみの特記事項は漫画版とは区別して記述する。
声優は、パーマン1号（ミツ夫）役の三輪勝恵と、パーマン2号（ブービー）役の大竹宏の2人がアニメ第1作から平成の劇場版シリーズまで一貫して演じ続けていたが、三輪は2024年に大竹は2022年に亡くなっている。また、大竹没後にFシアターなどに登場したブービーは関智一に変更されている。アニメ第1作でカバ夫を演じた肝付兼太は、アニメ第2作以降はパーヤンを演じている。

### パーマン
日本で活動しているパーマンの仲間について記す。「」内は作中でのパーマンとしての一般的な呼称を表す。
1号 - 「パーマン」 - 本名：須羽 ミツ夫（すわ みつお）
声優 - 三輪勝恵
本作の主人公。小学5年生。在住は旧作では東京都三鷹市、新作では東京都練牛。大好物はホットケーキ。苦手なものは、勉強、ママ、幽霊、ゴキブリ。アイドル歌手の星野スミレの大ファン。妹のガン子とはケンカすることもあるが、非常に妹思いな性格でもある。自尊心が強く、不条理に屈しない強い意志があるが、それが災いし自分の失敗をパー子に指摘されると意地を張りかえって自分がひどい目に遭ったりしてしまう。さらにガキ大将のカバ夫に立ち向かえる体力はなく、スポーツも苦手である。学業成績はあまり良くなく、50点というのが一つの目安になっている。しかし、パーマン活動で身に着けたせいか社会科の成績は割りとよく、本気になってやれば勉強はできる。月にもらっている小遣いは、原作漫画では300円と、1960年代でも安目の金額。
平成映画版では公開された時代における子供文化に合わせるかたちでゲーム好きで大得意という新設定が付与され、PS2とGB風のハード（放映当時の最新ゲーム機）を所有している。
正義のヒーロー、パーマン1号として活動している。マスクの色は青色で、マントとバッジの色は赤色。近所の空き地で地球に来たばかりのスーパーマン（バードマン）とたまたま出会い、パーマンに無理やり任命される。元来のドジな性格も災いして5人のパーマンの中では最も頼りない存在であり、パーマンを辞めることを考えたことや何度か正体が知られそうになったことがある。しかし、日常のパトロールなどに対する怠け癖はあるものの、元々困っている人を放って置けないなど正義感は強く、ひとたび事件が起こればパーマンとして勇敢に活躍する。また、潜在的な能力は5人の中でもかなり高いようであり、薬で凶暴化したり、強敵相手に腹を括った場合には3号や4号を上回る強さを見せることがある。パーマンの姿をしているときは冴えないミツ夫のときと異なり、ミッちゃんをはじめとする同年代の子供や女の子からは非常に人気がある。
パーマン仲間からは単に「1号」と呼ばれている。最終回では気弱な心を奮い立たせる勇気とない知恵を絞って人々を守る功績が認められ、次期スーパーマン（バードマン）候補としてスーパー星（バード星）へと旅立つ（漫画のみ）。漫画「帰ってきたパーマン」（1967年発表。藤子・F・不二雄大全集第2巻に収録）では正月に特別休暇をもらい、わずか2時間だけ地球に帰ってくる場面が描かれている。バード星では元気に勉強しているが、寝坊のくせだけは直らず、よく先生に叱られているのだという。漫画『ドラえもん』「影とりプロジェクター」（1979年）、「めだちライトで人気者」（1980年）には、大人になった星野スミレがミツ夫の帰りを待っている描写がある。
2号 - 「パーマン2号」 - 本名：ブービー
声優 - 大竹宏、関智一(Fシアター「ゆめの町 ノビランド」以降)
チンパンジーの子供。マスクの色はオレンジ色で、マントとバッジの色は青色。しばしば1号とコンビを組む。旧作では動物園の檻の中で母と共に暮らしており、新作では老夫婦のペットとして生活している。進化したスーパー（バード）星人から見れば、ヒトとチンパンジーの差などないに等しいという理由でパーマンに選ばれる。事実、非常に賢く、ジェスチャーで会話ができる。探し物が得意。「パー子」や「パーやん」に相当するニックネームはなく、パーマン仲間からは単に「2号」と呼ばれている。アニメ第2作では「ブービー」と呼ばれることが多い。旧作でブービーと呼ばれることはほとんどない。新作では、隣家の飼い犬のジョンに正体がばれ、窮地に陥ったこともあるが秘密を守る見返りに鎖を外した要求を呑んで好き勝手に暴れたジョンが保健所に連れて行かれる危機に陥った際に、秘密を守ることを条件に助けた。バナナが大好物で、犬が苦手。月の小遣いは4000円。趣味はモデルガン収集。
3号 - 「パー子」（パーこ） - 星野 スミレ（ほしの スミレ）
声優 - アニメ第1作＝栗葉子 / アニメ第2作以降＝増山江威子
作中唯一の女の子のパーマン。当初は自身のことは「パーレディ」と呼んで欲しいと言っていたが、その後も呼ばれることもなくパー子で定まっている。旧作では正体は直接的表現としては最後まで明かされることはなかったが、間接的表現としては容易に想像できるように描写されている。一度休暇中に行った島でお爺さんに正体がバレてしまったが、そもそも長年にわたり孤島に一人暮らしのお爺さんはパーマンを知らないうえ、ずっと前に亡くなったお婆さんとの約束を守って島に住んでおりバードマンがこの人は誰にも言わないという約束を守るだろうと考え動物になることを免れた。
4号 - 「パーやん」 - 本名：大山 法善（おおやま ほうぜん）
声優 - アニメ第1作＝加茂喜久 / アニメ第2作以降＝肝付兼太
700年の歴史がある大阪の寺、金福寺に住む優秀な小坊主。年齢は12歳でチームでは最年長。マスクの色は緑色で、マントとバッジの色は紫色。「正義はなにも人助けだけやない」と、パーマンパワーを活用し金儲けに励みコピーロボットと共に副業として運送業も営んでいる一方で、パーマンとしての使命はしっかりと果たしている。一攫千金のような浮ついた方法は好まず、基本的に地道な労働で稼ぐタイプだが、大食いで賞金を稼ぐこともある。仲間におにぎりを売ることもあるが、いたって真面目な性格で、嫌らしい守銭奴ではない。
時限爆弾と共に捕らえられた際も、救援より犯人逮捕を優先させるなど責任感が強く、拷問を受けても平気な顔をしているなど精神力もタフである。3人が敗れた神仙無二斎の必殺技の正体をビデオから解析し対策を立てたり、敵の脅迫がハッタリであることを性格から推理して見抜くなど洞察力に優れる。優れたあるいは奇抜な作戦を立案して難事件の解決に貢献することも多く、5人の中で最も知能・実力共に秀でている。
ミツ夫のパーマンセットが奪われた際は他の2人が探し回っているにもかかわらず、のんきに昼寝しながらテレビを見ていたが、これはセットを悪人が使うなら必ず悪さをしでかすと予測しニュース速報で情報を得るためだった。
決してでしゃばることはなく、先輩を立てることを心がけている。また何かと衝突しがちな1号と3号の仲介役をいつも務めたり、借金の返済に窮した人を助けるなど、人情味あふれる一面もある。パーマンのチームの中で唯一正体が他人に知られたことがない。「素顔の自分とパーマンとしての自分との葛藤」が描かれることはなく、パーマンとしての力を最も自然に受け入れている。
原作漫画では外見に反して三枚目要素は非常に薄く、時には仲間をも欺いて事件解決に活躍するクールな側面が描かれている。
アニメ第2作では切れ者の一面とともに、小太りの体型や関西弁という要素から三枚目的な役割を多く演じている。自分に人気がないことを気にかける回もある。
同作者の漫画『中年スーパーマン左江内氏』の最終話に登場している。
作者はパーやんについて「パーマン仲間でも個性的な存在で、作者としては使いやすい人物でした」と語っている。
なお、本名に関しては、『別冊少年サンデー』1967年11月号に掲載された人物紹介では「大山 金太郎」となっているが、後に上記の「法善」に変更された。

5号 - 「パー坊」（パーぼう） - 本名：山田 浩一（やまだ こういち）
声優 - 白石冬美
通称、コーちゃん。2歳の赤ん坊で、ミツ夫の母の同級生の息子。1号がミツ夫であることを公園で偶然見てしまったが、パーマンの資格があることが分かり、秘密を守らせるため（半ば強引に）パーマンチームに入れられた。2歳児ということでカタコトでしか話ができないが、一方で自分が赤ん坊であることを利用して犯人を油断させるなどかなり知恵にも長けている。マスクの色は黄色で、マントとバッジの色はピンク色。
登場するのは旧作のみで、新作には一切登場しない。またその旧作においても連載後期での登場だったこともあり、他の4人に比べると出番が少ない。1967年の旧作漫画『少年サンデー』版最終回の「スーパー星への道」には登場するが、新作漫画連載後の1986年に発行されたてんとう虫コミックス7巻への収録時に同作は「バード星への道」に改題され加筆修正が行われたことでパー坊の登場シーンは全て削除された。同作は1988年の藤子不二雄ランド12巻への収録時に再度修正され、パー坊の登場シーンは復活した。アニメでも同様にアニメ第1作には登場していたもののアニメ第2作以降では割愛されている。
パー坊が登場するエピソードの多くはてんとう虫コミックスと文庫版には収録されていない。

### レギュラー
スーパーマン / バードマン
声優 - アニメ第1作＝島田彰 / アニメ第2作以降＝安原義人
パーマンチームを取りまとめる超人。宇宙空間を始めとする長距離は1人乗りのUFOの円盤に乗って操縦移動している。スーパー星（新作ではバード星、ケンタウルス座のプロキシマということになっている）からスーパーマン（新作ではバードマン）候補を見付けるために色々な星へ出向き、見習いとしてパーマンセットを与えて実力を試す。能力の悪用や正体の露見など規律違反には厳しい態度で臨むが、杓子定規ではなく寛大な面を見せたり、落ち込むミツ夫を激励するなど愛情を見せることもある。また、いささかドジでうっかり者な部分もあり、自分のミスを笑ってごまかそうとするなどいい加減な性格でもある（コピーロボットからも「あの人は超人の中でもおっちょこちょいな方」と評される）。ミツ夫からも「いいかげんでズボラなスーパーマン」だと突っ込まれている。様々な超能力を持つ。毎回の出動では直接指揮は執らず、あくまでもパーマンたちの自主的な活動に任せてその遂行力を監察。
アニメ第2作「リトルパーマンの謎」ではバードマンの真の顔らしきものが明かされたが、本当に素の顔なのかどうかは定かではない（本人はもっと二枚目と否定している）。
旧作漫画においては、パーマン以外の地球人たちの前に姿を見せている描写はなかったが、新作漫画ではミツ夫がカバ夫たちとの会話でバードマンの名前を挙げており、また「かす夫がパーマン」ではゲストキャラ、かす夫の母親にパーマンの任命者としての話をしている、など、少ないながらその存在が他の地球人にも知られている描写がある。

沢田 ミチ子（さわだ ミチこ）
声優 - アニメ第1作＝江美京子 / アニメ第2作以降＝三浦雅子
通称 - みっちゃん。ミツ夫が片想いで憧れている同級生。
美人かつ成績優秀だが気が強い性格。ミツ夫との仲は良いものの揉め事には弱い彼に同情しているところもある。
パーマン関連では活躍した新聞記事をスクラップにしてまとめるほどにパーマン1号に憧れており、時々、パー子と張り合ったり、意気投合することがあり、その度にミツ夫が振り回されるはめに遭う。
誕生日は明記されてないが、誕生月は「世の中うそだらけ」の回にてエイプリルフール（4月1日）で三重たちに騙されて来たパーマンに「あたしのおたんじょう日は来月よ。」と説明しているので5月生まれ。
アニメ版では将来の夢を「宇宙飛行士」と語っている。
カバ夫 / カバオ
声優 - アニメ第1作＝肝付兼太 / アニメ第2作以降＝鈴木清信
ミツ夫の同級生のガキ大将。いつもミツ夫をいじめている。
パーマンに憧れ、頼み込んでパーマンとして活動したことがある（1967年発表の漫画「おれをパーマン5号にしろ」）。
アニメ第2作では父親はよく入れ歯をなくし、前述のサブの口癖に対し「まだみたい」と返すのが定番となっているほか、「うちの父ちゃんは入れ歯をなくす名人だから」とも言っている。カバ夫の父母は彼と同じ顔をしており、父親は青果業の他、リトルリーグの監督兼トレーナーもやっている。同年代の見知らぬ女の子と文通するのが趣味であるが返事がきた例がない。お遣いへ行かされるたび、お釣りをこっそり小遣いとし、月に400円貯金していくことを楽しみとしている。人形遊びを趣味とするサブの将来を心から心配したり、パーマン1号死亡の知らせを聞きつけ号泣するなど、友達思いで優しい面もある。
アニメ第2作から青果店「八百政」の息子という設定になり、それに伴い漫画にも「八百政」が登場するようになった。
サブ
声優 - アニメ第1作＝野村道子 / アニメ第2作以降＝千葉繁
ミツ夫の同級生。小柄な体格で、カバ夫の腰巾着的な存在。
アニメ第2作では「国民は黙っていませんよ」「カバオくん、お父さんの入れ歯めっかった?」「○○の女の子から返事きた?」が口癖（担当声優である千葉のアドリブから）で、レストラン「タベルナ」の一人息子（「タベルナ」は、日本語の「食べるな」ではなく、ギリシャ語、スペイン語などで食堂の意味）。竹馬が得意。月にもらっている小遣いは500円。
三重 晴三（みえ はるぞう）
声優 - アニメ第1作＝堀絢子 / アニメ第2作以降＝鈴木みえ
ミツ夫の同級生。やたらと自慢する金持ちの息子。パーマンセットをミツ夫から無理矢理借りて悪者から狙われたことがあり、自作のパーマンセットで偽者のパーマンになったこともある。小遣いは月に10,000円もらっており、彼の部屋は漫画本やプラモばかり（ただし10,000円は晴三の母の見栄で、実際には2,000円らしい）。
パパ - 須羽 満太郎（すわ まんたろう）
声優 - アニメ第1作＝勝田久 / アニメ第2作＝徳丸完
ミツ夫の父。典型的サラリーマンで、会社での役職は課長。普段はのんびり屋であるが、ミツ夫を叱るべきときはしっかりと叱る。特技は釣り。アニメ第2作ではマイカーを持っているが運転は苦手。
ママ
声優 - アニメ第1作＝近藤高子 / アニメ第2作以降＝坪井章子
ミツ夫の母。典型的な専業主婦。ガン子の告げ口や、ミツ夫の成績の悪さがきっかけでミツ夫をよく叱るが、時にはガン子のひどい告げ口癖をたしなめてミツ夫をかばうこともある、子供思いの優しい女性である。そのためパーマンとその仲間が須羽家に寄りついていることをあまり快く思っておらず、ガン子を誘拐した犯人が、身代金代わりにパーマンセットを要求したときには、誘拐犯を恨むよりパーマンへの不信感を募らせた。パーマンをヒーローとして扱う一方で、息子の部屋に寄り付く行儀の悪い友達として扱う面もあり（1967年発表の漫画「パーマンは悪い子」）、ミツ夫の悩みの種の1つともなっている。
須羽 ガン子（すわ ガンこ）
声優 - アニメ第1作＝菅谷政子 / アニメ第2作以降＝梨羽侑里
ミツ夫の妹。名前の通りの頑固な性格。ミツ夫の失態（遅刻や授業中の居眠りで廊下に立たされたこと、テストで赤点を取ったことなど）を母にやたらと告げ口をする。兄思いの一面もあり、ミツ夫についてきた仔猫を両親に見つからないように隠すなど、兄妹の仲が良い場面も描かれている
テレビアニメ第2作では、イツモマジメというボーイフレンドがいる。カタツムリが苦手。
『ドラえもん』にもジャイ子の友人として登場する。
テレビアニメ第2作の設定では小学1年生で、劇場版では幼稚園児。
大山（おおやま）先生
声優 - アニメ第1作＝雨森雅司 / アニメ第2作＝田辺宏章 / 平成版＝長嶝高士
ミツ夫の担任。ひげ面で太っている体育会系教師。あだ名は「ヒゲダルマ」。なお、藤子・F・不二雄大全集では日下田となっている。テスト用紙の入ったカバンを電車の網棚に載せて置引されたことがある（1985年の漫画「テスト用紙がぬすまれた」）。
アニメ第2作では何度も見合いをしては失敗している。

### 準レギュラー
社六（しゃろく）
声優 - 高木早苗
ミツ夫の同級生で、名前の通りシャーロック・ホームズを気取っている推理好き小学生。それだけに頭はいい。パーマン1号の正体がミツ夫であることを疑い、何度も証拠をつかもうとするが、いつも今一歩のところで失敗する。パー子の正体も突き止める寸前まで至ったことがある。
アニメ第2作では、父親が刑事という設定。
カバ夫の父
声優 - 郷里大輔、大林隆介
「八百政」という八百屋を経営している（アニメ第2作と漫画新作のみの設定。詳細は「#八百政」を参照）。
以下は基本的にアニメ第2作に登場する設定またはエピソード。カバ夫によく配達を手伝わせる。威勢のいい下町言葉で喋る江戸っ子。頻繁に入れ歯をなくす設定であり、カバ夫の同級生の間でもそのことが話題になっている（時々入れ歯を見つけてもすぐになくしてしまう他、入れ歯がなくても普通に喋れる）。カバ夫やミツ夫が所属する少年野球チームのコーチをしているが、息子をひいきすることはしない公明正大な性格をしている。パーやんのことを気に入り、養子にしようとしたことがある。1号が落としたパーマンセットを拾ってパーマンになったことがある（パーとうちゃんと名乗っていた）。

### 悪役
怪盗千面相
声優 - アニメ第1作＝不詳 / アニメ第2作以降＝寺田誠
パーマンの好敵手。美術品を愛し美術品ばかりを狙う泥棒。変装の名人で1000の顔を持つ（実際はどんな者にも変装できる）が、アニメ第1作では「200面相」の名で登場。正々堂々と対決するがけっこうドジ。かつては日本中の名探偵が束になっても捕まらない怪盗として恐れられていたが、コピーロボットで4人になったミツ夫（パーマン1号ではない）の手により逮捕された。その後、刑務所に収監されたが、どんなに厳重警備であっても楽々に脱獄できてしまう（この際も、二重カツラなどに隠した変装道具を使って脱獄することが多い）。催眠術も使える。プライドが高く警備が強ければ強いほど張り合いが出るが、逆に警備が弱いと脱獄をためらい、脱獄予告をしたのに警備が強化されないことを悔しがったこともある（ただし実際はどんな刑務所でも脱獄可能で、さらに「外出」という名目で刑務所から抜け出すことは頻繁にしている模様）。さらに捕まり方までプライドがあり、脱獄後にコピーロボットの千面相がだらしない捕まり方をした際は「そんなみっともない捕まり方は、せんぞ」と自ら出てきたことがある。しかし、この性格を逆手に取られてアニメではパーマンたちに敗北を喫する話もあった（アニメ第2作第127話「ワザありパーマン」など）。一度脱獄した際にパーマンから逃げ切った後、ある家の敷地に逃げ込み、その家の男に泊めてもらう許可を得たが、家だと思ったその場所は実は刑務所で逆戻りしてしまう大失態をしたことがある。その際「パーマン！逆戻りしちゃったよー！」と助けを求める始末。さらにその刑務所も千面相が脱獄した刑務所だった。盗みや脱獄を行う前にパーマンやミツ夫に必ず予告する（最初は変装した状態で予告することが多い）。反面弱者に対する正義感が強く、お気に入りのラーメン屋の危機に激怒、パーマンと共にひったくり犯を捕まえたこともあったが、初登場時にはいくども自分の邪魔をしたミツ夫を死刑にしようとするシーンもある。またイタズラ好きで、探しに来た1号に「いないいないバア」をしてからかうシーンも見られる。マントを着た謎の怪人、タライ・マワシとしてパーマンを手玉に取り麻酔で眠らせて捕らえるシーンもある。
ドン石川（ドン いしかわ）
声優 - 平成版＝内海賢二
全日本悪者連盟の理事長。
日本の悪者たちを束ねるが、いつもパーマンにやられっぱなし。若い頃は暗黒街の帝王、拳銃王とも呼ばれたらしいが、現在では加齢によって腕が衰えている。
かなりの音痴で歌好き。しかも自分の喉に絶対の自信を持っており、子供の頃に歌手になろうと思っていたほどで、「全悪連盟歌」の作詞・作曲も手がけている（しかしメロディーや歌詞は半分盗作らしい）。また、部下がパーマンバッジから彼の歌が流れるように改造したため、パーマン1号を再起不能寸前にまで追い込んだこともある。
ほっかむり姿でよく葉巻をふかしている。また金に汚く、パーマンを打倒する作戦を懸賞金付きで募集し、大賞相当のアイディアを出した構成員がいたにもかかわらず、ランクを佳作として賞金を安く上げようとしたこともある。
全日本悪者連盟
略称「全悪連」（ぜんわるれん）。旧作では全日本ギャングドロボー連盟（略称「全ギャド連」）として登場。本部を構えるビルや一般の場で名乗る際には「全○連」「全○ド○」などと伏字になっている。
日本全国の泥棒や空き巣、かっぱらい、強盗、すり、殺し屋といった悪者が集う。テロも企む。ほぼ全員ほっかむりをしている。パーマンたちのせいで稼ぎが減り（機関紙には仕事に成功した金庫破りゴエモンのインタビューが掲載されるなど、パーマンの介在しないところでは仕事を成功させている）、連盟の会費も集まらず不景気に悩んでいるため、敵視しており、あの手この手でパーマンをやっつけようとしているが、魔土博士の作戦とバッティングしたり、人食いハウス作戦など開始以前の段階で関係者がミスをして失敗してしまったこともある。機関紙も発行しており、連盟専用の車（「全○連」と書かれている）もある。創立記念日も制定されている。
本部ビル（ビル全体を借り切っている模様）も存在するが、雨漏りするなど非常にボロい。また、パーマンに送ったはずの爆弾を送り返されて無人のビルが大爆発したことがある。
旧作ではパーマンたちは全ギャド連の存在を知っていたが、新作ではパーマンたちは全悪連の存在を知らないようである（ただし「全○連」という組織の存在とビルは知っている）。
魔土災炎（まど さいえん）
声優 - 平成版＝池田秀一
自称天才科学者。ハーバード大学を優秀な成績で中退、さらにはソルボンヌ大学を早退した学歴を持つ。魔土博士と呼ばれることが多い。赤い色を追跡するブル・ミサイル、パーマンマスクとマントを識別し追跡するミサイル、パーコロリ、生物巨大化スモークなど凶悪な発明品でパーマンをやっつけようとする。マッドサイエンティストではあるがトンデモ学者ではなく、発明そのものは毎回成功させており、失敗を反省し発明品を改良したこともあり発明家としての能力は高い。ドン石川とは協力関係にあるが、仲間割れを起こすことも多い。「Pマン」というお手伝いロボットがいるが、博士のいる場所を間違えてドン石川をトイレに誘導したり、後述するゴキブリ退治用光線銃を乱射してドン石川を殺しかける、性格逆転液を魔土やドン石川らに飲ませるなど、ドジな面も多い。平成版では「1番が好きだから」という理由でパーマン1号に執着しており、マスクとマントを狙うミサイルを放ったが、それを逆手にとられ敗れた。かなりの雨男で、彼の屋敷周辺が雷雨となっていることが多く（ドン石川がそのことを愚痴ったこともある）、彼が全悪連ビルを訪れると突然大雨が降り出したこともある。屋敷にはゴキブリが増え続けており、退治するための光線銃も持っているが、ゴキブリとりを購入して対処することが多い。この情けなさにドン石川からツッコミを入れられたこともある。
巨大ロボットの開発も行ったことがあるが、全悪連からの資金不足のために足だけしか完成させられず、結局全悪連が入手した映画撮影用のロボットを接着剤で付けて完成させた（しかし接着が不十分なまま動かしたため、転倒しただけで壊れてしまった）。
藤本弘が執筆したSF短編の『倍速』『換身』にも登場する。
砂男
『小学四年生』1968年5月号に登場。頭にファンの付いたヘルメットをかぶっており、相手を眠らせる砂をファンで飛散させて相手を眠らせ、悪事を働く。パーマンも容易に近づくことができずに苦戦する。そこでバッジの呼吸機能を使い接近しダメージを与えるも決定打にはならず、石を投げて咥えたバッジを弾いて砂を浴びせ、ついにパーマンたちを完全に眠らせてしまう。しかし強力すぎる薬のせいで自らも眠ってしまい、最後は警察に逮捕された。パーマンが勝てなかった数少ない敵。
アイスマン
強力な冷凍銃を使用する敵。パーマンとの戦いではまず1号を氷漬けにして撃退。他のパーマン3人に隠れ家を強襲された際も、冷凍銃で寄せ付けず返り討ちにする。しかし、再びやってきた1号に湯たんぽで冷凍攻撃を無効化され、撃退された。
神仙無二斎
全日本悪者連盟が雇った柔術家。突っ込んできた相手を投げ飛ばす技を持っており、パーマンを呼び出して決闘を行い1号、2号、3号を投げ飛ばし敗北させた。敗れた3人は4号に助けを求め、神仙が相手の力を利用していることを突き止め、4人でゆっくりと囲む戦法で勝利した。
火の玉男
『小学一年生』に登場。全身が火炎に包まれた敵。火の玉を投げつけてくる。パーマンも容易に近づくことができず鎖を投げて縛り上げたところ、火の玉を浴びせられた。熱がって鎖をつかんだまま火の玉男と共に川へ転落したので消火することができた。
ジン魔神
『週刊少年サンデー』1967年7号、およびドラマレコード『ジン魔神退治の巻』に登場。ドンガラガッチャ共和国に現れた空飛ぶ巨人。実はある科学者が共和国の軍と結託して作ったロボット。開発途上で笑うと飛べなくなって墜落するという弱点がある。
ネタボール
『小学三年生』1967年6月号登場。世界一の催眠術師として知られ、目を見ただけで相手に幻覚を見せ、意のままに操ることができる。宝石強盗をしてパーマン1号に怪しまれると催眠術をかけて線路に寝かせて轢殺しようとしたが、寝相の悪い1号は線路から出てしまい事無きを得、再度対決に臨んだ。

## 主な能力
パーマンの道具としてはマスク、マント、バッジ、コピーロボットの4種（パーマンセット）が与えられている。マスク・マント・バッジの3種については、マスクの中にマントとバッジを入れて丸めることで耳の穴に入るぐらい小さくなるため、容易に収納が可能となっている。
マスク
「マスク」と呼ばれるが、実態は仮面。パーマンの基本的な能力を担っており、正体を隠す目的（被ると鼻のすぐ下まで来る大きさ。外からは口しか見えない）のほか、被ることで体内に「パーマロゲン」と呼ばれる物質が生成され、骨の強度がダイヤモンド級になり力が6600倍になる（強化は腕だけではないため、ジャンプ力も大きくなる）。耳の中央にあるダイヤルを回すと万能翻訳機になり、レンズを通して見た文章は、およそ知的生命体の書いた物なら全部本人の母語に置き換えて読むことが出来る。また透視能力も備えている。ただし肉体が強化されるとはいえ不死身になるというほどではなく、銃などで撃たれると大ケガにつながるらしい（最初、バードマンは弾丸もはじき飛ばせると説明したものの、後に「オーバーだった」と訂正している）。作中でも、地面に叩きつけられたパーマンやパー子が腕を負傷している。また、麻酔や催眠術、催涙ガス、冷凍、高熱などの特殊な攻撃には無力であり、肉弾戦専門であるパーマンはこの種の攻撃の餌食になることも多い。
攻撃では大抵のものを破壊できるが、鋼鉄より硬い強化プラスチックには歯が立たない。また任務が長時間に及ぶと疲労による能力低下が発生する。マスク自体も高性能な反面非常にデリケートで、通常の人間相手でも棒で殴られただけで気絶する他、ナイフが容易に刺さってしまったり、蜘蛛の糸が精密部に触れるだけで被っている本人に様々な影響が及ぶ（アニメ）など、ヘルメットとしての防御性能には期待できない。また逆にパワーが強過ぎるあまり、力加減を誤って水栓などを壊したり、肩叩きの相手を床にめり込ませてしまうといったトラブルもしばしば起きている。
マント
特殊繊維パーマロン製。着ると、本人の意思を感知し重力を任意の方向にねじ曲げることで浮力と推進力が得られ、空中を自由に飛ぶことができる。飛行時の最高速度は、旧作では91km/h、新作では119km/h。またパータッチ（後述）によりさらに速度を上げることもできる。留め金は肌に触れても留められる。アニメ第1作では飛行時に少々耳につく音が出ていたが、アニメ第2作ではかなり静かな音となった。表裏を逆に着けると、本体に引力が働き、弾みで地中に潜ってしまう。気絶時や入浴時などに敵に奪われたり、他人が誤って装着してしまうなど、パーマン以外の者が使用した回数が最も多い。
バッジ
「P」の形をしている。仲間同士の連絡を取るためのトランシーバーとしての機能（通信中は黒目がクルクル回る）がメインだが、約1か月分の酸素が内蔵タンクに蓄えられ、縦棒の部分を口に咥えることで水中や地中（コンクリート）、宇宙でも呼吸ができるようになっている（バードマンがこの機能を伝え忘れたため1号は溺れかけている）。また簡易レーダー（他のパーマンに近づくとアラーム音が大きくなる）機能も持つ。テレビアニメ第1作と第2作ではアラーム音が異なる。非常に頑丈で、銃弾を跳ね返したこともあるなど、運頼みの面が相当強いがパーマンにとっては生命線とも言える道具。
コピーロボット
パーマン達が活動する間、留守のアリバイとして身代わりに使うロボット。通称：コピー。普段は小さな鼻（色は旧作では黒、新作では赤）しか付いていないのっぺらぼうの人形だが、その鼻を押すことで押した人間や動物そっくりのコピーになり、記憶も引き継がれる。なお、色は1号が白、2号はオレンジ、3号はピンク、4号は黄緑。
コピーするときに本人が持っていたものもコピーできる（しばしば私欲のために使用される）。パーマンセットをコピーした場合、旧作ではその能力もコピーされる代わりに元のセットの能力は大幅ダウンしてしまうが、新作では形だけで機能は受け継がれない。また新作ではバードマンの円盤をコピーした場合、バードマンの円盤の機能が受け継がれると思われる描写があった。
またコピーロボットの記憶は、元に戻る前に本人とおでこをくっつけることで本人に引き継ぐことが可能（アニメ第2作では「おでこタッチ」、平成版では「記憶のロード」）。元に戻った後も、コピーの記憶はある程度保たれる模様。旧作ではミツ夫と同じくらいのサイズだったが、新作では小脇に抱えられるほどまで小型化された（変身対象についてはどんな大きさでも問題なく、巨漢プロレスラーからゴキブリまでコピーした例がある）。主人以外に変身しても基本的な個性は保たれたままで、自分はあくまでも誰かのコピーとして、自分の主人が誰であるかが認識出来ているようであるが、時折自分がコピーだという認識を忘れていることがある。ロボットはそれぞれ自我を持っており、ときおり主人に逆らうこともあるため、ロボットをどう扱うかは主人次第である。
もう一度鼻を押すと元に戻ってしまう上、鼻がスイッチになっているだけに、たびたびアクシデントで鼻が押され（転倒など、コピーの過失で鼻を押してしまうこともある）、人形に戻ってしまったり全くの他人になってしまったりしてトラブルの種になる。また、2人が同時に鼻を押したために2人の顔が混ぜこぜになったこともある。それらの問題を解消するための「電子ロック」や、鼻にかぶせて重ねて押すことで人形に戻らずに別の者に変わることのできる「ダブルノーズスイッチ」が新作においてバードマンより支給されている。また、中身はやはりロボットのため、聴診器をあてると歯車のような音がするという問題もある。
あまり回数は多くないが、コピーロボットにパーマンセットを装着させ、パーマンとして活動させる場面もある。ただし平成版ではこれを行った結果、パーマンとなったコピーが鼻を押されて人形に戻ってしまうトラブルが発生している。三重春蔵にコピー機を自慢され悔しんだが、自分の方が高性能なコピー機を持ってることに気づき身の回りのぬいぐるみなどをコピーした。その時バードマンがやってきてパーマンセットのコピーロボットを自分の利益目的で使用するのはダメだと言われパーマンをやめさせられそうになったが、屋根に置いてあったバードマンの円盤が落ちてこわれた。その時にみつおが事前に円盤をコピーしており、壊れてしまったため貸してくれないかといい、動物になることを免れたと言う出来事がある。
担当する声優は本人役と同じであるが、本物に比べて少々かん高い声で演じている（テレビアニメ第1作では電話の音声のようなエフェクトがかかっている）。
『ドラえもん』にも、コピーロボットがひみつ道具として登場し、のび太が「パーマンも使ってるやつだね」という発言をしている。
パータッチ
パーマン同士が手をつないだり、前の人の足をつかむなど、繋がった状態で飛行することで、最高飛行速度を上げることができる技。算出方法は
「2パーマンの人数-1×1人での最高速度(km/h)」
で、従って2人では2倍、3人では4倍、4人では8倍となる。作中パータッチしたのは最高4人なので、最高速度は旧作では728km/h、新作では952km/h（マッハ0.8弱、ちょうどジェット機の巡航速度程度のスピード）となっている。主に外国など、遠くに集団で移動する際に使うことが多い。旧作では本来「パータッチ」の呼称はないが、新作と同様に呼ばれることがある。
この能力はバードマンに教えられたわけではなく、パーマンたちが偶然発見したものである。繋がり方は旧作では縦（足を持つ）、新作では横（手を繋ぐ）だが、アニメ第2作では双方の繋がり方が登場しているほか、第72話「氷を運ぶパーマン」では縦と横を組み合わせた四角形のような繋がり方をしている。
原作漫画「死の船」 - コレラが発生した船の救援に間に合わなくなり、絶望してヤケになった1号をパー子とブービーが止めようとつかんだ所、偶然この能力を発見。繋がり方は縦。
アニメ第2作「ゲラゲラ丸SOS」（上記原作漫画を元にした回） - パーマン1号とパー子が2人で海上から奥秩父へ向かう途中、2人が手をつなぐことにより発見。この時の繋がり方は横だが、ラストで2号を加えた3人で繋がった時は縦だった。

## アニメ
これまでにテレビシリーズが2作、映画は5本製作された。異なるシリーズ間で共通して関わるスタッフも存在する。

### 1967年版

#### 解説
1967年4月2日 - 1968年4月14日日曜19時30分 - 20時にTBS系列で放送、全54回（108話）。モノクロ作品。「不二家の時間」枠で放送された、不二家一社提供番組。
『おそ松くん』のテレビアニメ制作で力を付け始めたスタジオ・ゼロが、初めて藤子不二雄アニメに参加。東京ムービー（Aプロ）と交代で制作した。30分枠のAパートとBパートに亘り伏線が張られることもあり、またギャグ作品でありながらヒーロー然としたスリリングな展開もあった。本作の放映より一足早く、前週に放送された前番組『オバケのQ太郎』（第1作）の第83話「Qちゃんパーマン大かつやくの巻」には、パーマン1号が宣伝として客演している。当初、制作側ではカラーでの制作を望んでいたが、スポンサー側の資金面での了承を得られなかった。また、マントの裾が原作漫画や後のカラー版より若干長く描かれている。最終回のAパート「パー子という名の女の子の巻」では原作漫画に先駆けて、初めてパーマン3号（パー子）の正体が明かされた。最終回Bパートは原作漫画「パーマンはつらいよ」を元にした「パーマンよいつまでもの巻」で締め括られている。
前番組『オバケのQ太郎』の視聴層を引き継いだためか、第2回の視聴率は35.6%と高い数字を記録した。

#### スタッフ
- 原作：藤子不二雄
- 監督：鈴木伸一
- 脚本：三春こうじ、浪江志摩、たむらたつお、小林準、三井偠市、中野健次、広田清、藤子不二雄、長浜忠夫、辻真先、吉田進 他
- 演出：鈴木伸一、長浜忠夫、大隅正秋、岡部英二、荒木伸吾、森下圭介、秦泉寺博 他
- 音楽：筒井広志
- 制作協力：Aプロダクション
- 製作：東京ムービー、スタジオ・ゼロ

#### 主題歌
オープニング・エンディング
「ぼくらのパーマン」
作詞 - 藤子不二雄 / 作曲・編曲 - 越部信義 / 歌 - 三輪勝恵、石川進 / レコード - 朝日ソノラマ、コロムビアレコード
- コロムビア版はオリジナルとはやや異なり、イントロ部が1小節多く、また3番の三輪（パーマン1号）の台詞は、オリジナルでは「ウキー、マイクのテスト中」なのに対し、コロムビア版は「ウキー、只今マイクのテスト中」と、「只今」が入っている。
- オープニング映像は以下の2種類が存在する。いずれも「ぼくらのパーマン」1番を使用。

1. パーマン1号と2号が登場するもの（DVD-BOXでは「オープニングA」と表記）。
2. パーマン1号から4号までが登場するもの（DVD-BOXでは「オープニングB」と表記）。

- エンディング映像は以下の3種類が存在する。

1. 止め絵構成で「ぼくらのパーマン」2番が使用されているもの（DVD-BOXでは「エンディングA」と表記）。
2. パーマン1号と2号が飛行する映像で「ぼくらのパーマン」1番（オープニングとは別テイク）が使用されているもの（DVD-BOXでは「エンディングB」と表記）。1999年にビーム・エンタテインメントから発売されたVHS・LD「東京ムービーアニメ主題歌大全集 第1巻」には、テロップ入りのエンディングBが放送用16ミリフィルムを元に収録されていたが、DVD-BOXでのエンディングBはノンテロップ版のみの収録となっている。
3. 最終回のみで使用された、本編から繋がる特別版エンディング。曲は「ぼくらのパーマン」1番を使用。

- オープニング終了後には主題歌のメロオケが続いたまま、スポンサー・不二家のお菓子の山の前に、不二家の商品「ミルキー」と、当時不二家から発売されていた「パーマンキャンディー」が現れると、双方の箱から不二家のキャラクターであるペコちゃんと、パーマン1号・2号が登場し、（ペコ）「お菓子は不二家」（1号）「テレビはパーマン」（ペコ&1号）「みんなで見てね！」というナレーションが流れた。エンディングでは冒頭に「不二家のパーマン」のテロップが表示され、終了後はペコちゃんを乗せたパーマン1号と、脇を飛ぶパーマン2号が登場し、（ペコ）「パーマン!」（1号）「はーい。ペコちゃーん!」（ペコ）「はーい」（1号）「ぼくらは」（ペコ）「ゆかいな仲間でーす!」のナレーションの後、「ミルキー」の箱の上からペコちゃん・1号・2号が登場して「不二家、不二家、ではまた来週」のジングルが流れた。
- 一部の再放送時にはエンディングがカットされていた。再放送用のオープニングフィルムには歌詞テロップが無く、代わりに本来エンディングで表示されていたスタッフロールが表示されている。

挿入歌
「パーマン2号はウキャキャのキャ」
作詞 - 藤子不二雄 / 作曲・編曲 - 筒美京平 / 歌 - 石川進、大竹宏 / レコード - 朝日ソノラマ、東芝レコード
「すてきなパー子」
作詞 - 藤子不二雄 / 作曲・編曲 - 越部信義 / 歌 - 栗葉子 / レコード - 朝日ソノラマ、コロムビアレコード
- 本編ではBGMとしてたびたび使用された。

#### 各話リスト
★はDVD・Blu-rayでは映像のみ収録（※はBlu-rayでは音声あり、音声の一部はソノシートに収録されている）。☆はDVD・Blu-ray未収録。△は収録されているが映像や音声に問題有り。
| 放送日        | 回数 | サブタイトル                     | 脚本         | 制作           |
| ------------- | ---- | -------------------------------- | ------------ | -------------- |
| 1967年 4月2日 | 1    | パーマン誕生の巻                 | （不明）     | スタジオ・ゼロ |
| 1967年 4月2日 | 1    | ロボット・ママの巻               | （不明）     | スタジオ・ゼロ |
| 4月9日        | 2    | ㊙︎パーマン2号の巻                | （不明）     | スタジオ・ゼロ |
| 4月9日        | 2    | そうなん救助の巻                 | （不明）     | スタジオ・ゼロ |
| 4月16日       | 3    | パーマン野球の巻                 | 三春こうじ   | 東京ムービー   |
| 4月16日       | 3    | お花見はこわいの巻               | 浪江志摩     | 東京ムービー   |
| 4月23日       | 4    | ロボット騒ぎの巻★※               | （不明）     | スタジオ・ゼロ |
| 4月23日       | 4    | 拾ったピストルの巻               | （不明）     | スタジオ・ゼロ |
| 4月30日       | 5    | どっちがパーマンの巻             | 三春こうじ   | 東京ムービー   |
| 4月30日       | 5    | ブルドック騒動の巻               | 浪江志摩     | 東京ムービー   |
| 5月7日        | 6    | パー子にまかせて                 | （不明）     | スタジオ・ゼロ |
| 5月7日        | 6    | 砂漠のジン魔神の巻               | （不明）     | スタジオ・ゼロ |
| 5月14日       | 7    | パーマンの親孝行の巻             | （不明）     | スタジオ・ゼロ |
| 5月14日       | 7    | パーマンのおくりものの巻         | （不明）     | スタジオ・ゼロ |
| 5月21日       | 8    | ぬけだしたロボットの巻           | たむらたつお | 東京ムービー   |
| 5月21日       | 8    | パーマン出動せよの巻             | 浪江志摩     | 東京ムービー   |
| 5月28日       | 9    | 空飛ぶダンプカーの巻             | （不明）     | スタジオ・ゼロ |
| 5月28日       | 9    | パーマンくらべの巻               | （不明）     | スタジオ・ゼロ |
| 6月4日        | 10   | まいった迷子の巻                 | 三春こうじ   | 東京ムービー   |
| 6月4日        | 10   | ニセ札を追への巻                 | 浪江志摩     | 東京ムービー   |
| 6月11日       | 11   | パー子はだあれの巻               | たむらたつお | 東京ムービー   |
| 6月11日       | 11   | ボクはボクだの巻                 | 浪江志摩     | 東京ムービー   |
| 6月18日       | 12   | パパ・パーマンの巻               | （不明）     | 東京ムービー   |
| 6月18日       | 12   | 手紙はささ舟にのせての巻         | （不明）     | 東京ムービー   |
| 6月25日       | 13   | 先生ゲキ退作戦の巻               | 浪江志摩     | 東京ムービー   |
| 6月25日       | 13   | レイカーの秘密とホットケーキの巻 | たむらたつお | 東京ムービー   |
| 7月2日        | 14   | がっちりパーやんの巻             | （不明）     | スタジオ・ゼロ |
| 7月2日        | 14   | パーマン・忍者大決斗の巻         | （不明）     | スタジオ・ゼロ |
| 7月9日        | 15   | パーマン用心棒の巻               | （不明）     | スタジオ・ゼロ |
| 7月9日        | 15   | 川でマグロが大漁だの巻           | （不明）     | スタジオ・ゼロ |
| 7月16日       | 16   | 恐竜はどこにいるの巻☆            | 小林準       | 東京ムービー   |
| 7月16日       | 16   | パーマン対ガンマンの巻           | たむらたつお | 東京ムービー   |
| 7月23日       | 17   | ズボンを川に流した話の巻★        | （不明）     | スタジオ・ゼロ |
| 7月23日       | 17   | ウソつき合戦の巻                 | （不明）     | スタジオ・ゼロ |
| 7月30日       | 18   | パーマン臨海学校の巻             | 三井偠市     | 東京ムービー   |
| 7月30日       | 18   | 海底探検の巻                     | 小林準       | 東京ムービー   |
| 8月6日        | 19   | 小島の怪獣の巻                   | たむらたつお | 東京ムービー   |
| 8月6日        | 19   | パーマン花火の巻                 | 浪江志摩     | 東京ムービー   |
| 8月13日       | 20   | 南の島に石が降るの巻             | （不明）     | スタジオ・ゼロ |
| 8月13日       | 20   | ゆうれい温泉の巻                 | （不明）     | スタジオ・ゼロ |
| 8月20日       | 21   | パーマン林間学校の巻             | （不明）     | スタジオ・ゼロ |
| 8月20日       | 21   | 荒野のパーマンの巻               | （不明）     | スタジオ・ゼロ |
| 8月27日       | 22   | 狙われたパーマンの巻             | 浪江志摩     | 東京ムービー   |
| 8月27日       | 22   | パーマン基地計画の巻             | 浪江志摩     | 東京ムービー   |
| 9月3日        | 23   | パーマン全員集合!の巻            | （不明）     | スタジオ・ゼロ |
| 9月3日        | 23   | 時速は364キロの巻                | （不明）     | スタジオ・ゼロ |
| 9月10日       | 24   | パー子は迷コックの巻             | （不明）     | スタジオ・ゼロ |
| 9月10日       | 24   | 怪人200面相の巻                  | （不明）     | スタジオ・ゼロ |
| 9月17日       | 25   | パーマンアルバイトの巻           | 浪江志摩     | 東京ムービー   |
| 9月17日       | 25   | ポップコーン作戦の巻             | 三春こうじ   | 東京ムービー   |
| 9月24日       | 26   | ポンコツロボットの巻△            | 中野健次     | 東京ムービー   |
| 9月24日       | 26   | でて来いスパイ団の巻             | たむらたつお | 東京ムービー   |
| 10月1日       | 27   | パーマン5号は?の巻               | （不明）     | スタジオ・ゼロ |
| 10月1日       | 27   | ワニザメ船長の巻                 | （不明）     | スタジオ・ゼロ |
| 10月8日       | 28   | パーマンひとりぼっちの巻         | 浪江志摩     | 東京ムービー   |
| 10月8日       | 28   | 地獄谷のパーマンの巻             | 浪江志摩     | 東京ムービー   |
| 10月15日      | 29   | イナイ、イナイ屋敷のもやし君の巻 | 三春こうじ   | 東京ムービー   |
| 10月15日      | 29   | ギャングとおばあさんの巻         | 浪江志摩     | 東京ムービー   |
| 10月22日      | 30   | パーマンと新聞少年の巻           | （不明）     | スタジオ・ゼロ |
| 10月22日      | 30   | 宿なしパーマンの巻               | （不明）     | スタジオ・ゼロ |
| 10月29日      | 31   | パーマン冒険記の巻               | （不明）     | スタジオ・ゼロ |
| 10月29日      | 31   | 女の子はこわいの巻               | （不明）     | スタジオ・ゼロ |
| 11月5日       | 32   | 映画にでようの巻                 | たむらたつお | 東京ムービー   |
| 11月5日       | 32   | パーマンに手を出すなの巻         | 中野健次     | 東京ムービー   |
| 11月12日      | 33   | ガン子の千歳あめの巻             | （不明）     | スタジオ・ゼロ |
| 11月12日      | 33   | パーマン5号の初手柄の巻          | （不明）     | スタジオ・ゼロ |
| 11月19日      | 34   | パーマンはジャンケンに弱いの巻   | 広田清       | 東京ムービー   |
| 11月19日      | 34   | ロボット・ギャングの巻           | 浪江志摩     | 東京ムービー   |
| 11月26日      | 35   | 盗まれたパーマンの巻             | 中野健次     | 東京ムービー   |
| 11月26日      | 35   | パーマンプロレス一本勝負の巻     | 浪江志摩     | 東京ムービー   |
| 12月3日       | 36   | パーマン2号は社長さんの巻        | （不明）     | スタジオ・ゼロ |
| 12月3日       | 36   | 怪人200面相の挑戦状の巻          | （不明）     | スタジオ・ゼロ |
| 12月10日      | 37   | パーマンの落し物の巻             | 小林準       | 東京ムービー   |
| 12月10日      | 37   | 怪力ゴリアテ大暴れの巻           | 小林準       | 東京ムービー   |
| 12月17日      | 38   | パーマンはラッパでよぼうの巻     | （不明）     | スタジオ・ゼロ |
| 12月17日      | 38   | パーマン絶体絶命の巻             | （不明）     | スタジオ・ゼロ |
| 12月24日      | 39   | パーマンはオモチャの王様の巻★    | （不明）     | スタジオ・ゼロ |
| 12月24日      | 39   | 忍者がクリスマスにやってきたの巻 | （不明）     | スタジオ・ゼロ |
| 1968年 1月7日 | 40   | ことしもがんばるぞの巻           | （不明）     | スタジオ・ゼロ |
| 1968年 1月7日 | 40   | 年賀状をさがせの巻               | （不明）     | スタジオ・ゼロ |
| 1月14日       | 41   | オカメ仮面の巻                   | （不明）     | 東京ムービー   |
| 1月14日       | 41   | のぞかれたパーマンの巻           | （不明）     | 東京ムービー   |
| 1月21日       | 42   | ここほれパーマンの巻             | （不明）     | 東京ムービー   |
| 1月21日       | 42   | 1000万人の中の1人の巻            | （不明）     | 東京ムービー   |
| 1月28日       | 43   | パー坊捕物作戦                   | （不明）     | スタジオ・ゼロ |
| 1月28日       | 43   | のろわれたダイヤの巻             | （不明）     | スタジオ・ゼロ |
| 2月4日        | 44   | 雪男退治の巻                     | （不明）     | 東京ムービー   |
| 2月4日        | 44   | 冷凍魔あらわるの巻               | （不明）     | 東京ムービー   |
| 2月11日       | 45   | 危うしパーマンの巻               | （不明）     | スタジオ・ゼロ |
| 2月11日       | 45   | 逆襲パーマンの巻★※               | （不明）     | スタジオ・ゼロ |
| 2月18日       | 46   | うわさのパーマンの巻             | （不明）     | スタジオ・ゼロ |
| 2月18日       | 46   | 動物が人間になったの巻           | （不明）     | スタジオ・ゼロ |
| 2月25日       | 47   | 密林の王者パーザンの巻☆          | （不明）     | 東京ムービー   |
| 2月25日       | 47   | 夜の魔王アカベロンの巻           | （不明）     | 東京ムービー   |
| 3月3日        | 48   | おひなさまを守れの巻             | 三春こうじ   | スタジオ・ゼロ |
| 3月3日        | 48   | パーマン西遊記の巻               | 浪江志摩     | スタジオ・ゼロ |
| 3月10日       | 49   | きらわれたパーマンの巻           | （不明）     | 東京ムービー   |
| 3月10日       | 49   | とうめい人間の巻                 | （不明）     | 東京ムービー   |
| 3月17日       | 50   | 謎の流れ星の巻                   | 小林準       | 東京ムービー   |
| 3月17日       | 50   | 流れ星作戦の巻                   | 浪江志摩     | 東京ムービー   |
| 3月24日       | 51   | 新兵器はいかがの巻               | 小林準       | 東京ムービー   |
| 3月24日       | 51   | パーマンピンチの巻△              | 小林準       | 東京ムービー   |
| 3月31日       | 52   | パーマン大決心の巻               | 浪江志摩     | 東京ムービー   |
| 3月31日       | 52   | パーマン家族の巻                 | 小林準       | 東京ムービー   |
| 4月7日        | 53   | パーマン・メイ探偵の巻           | （不明）     | スタジオ・ゼロ |
| 4月7日        | 53   | 動くな!パーマンの巻              | （不明）     | スタジオ・ゼロ |
| 4月14日       | 54   | パー子という名の女の子の巻       | 浪江志摩     | スタジオ・ゼロ |
| 4月14日       | 54   | パーマンよいつまでもの巻         | 三春こうじ   | スタジオ・ゼロ |

- 第39回と第40回の間の1967年12月31日は、大晦日特番『1967年ヒットソングスター大行進』（19:00 - 21:00）のため休止。

#### 放送局
局名・系列・放送地域は当時のもの。
| 放送対象地域 | 放送局       | 系列                          | 放送日時                                                                | 備考   |
| ------------ | ------------ | ----------------------------- | ----------------------------------------------------------------------- | ------ |
| 関東広域圏   | 東京放送     | TBS系列                       | 日曜 19:30 - 20:00                                                      | 制作局 |
| 北海道       | 北海道放送   | TBS系列                       | 日曜 19:30 - 20:00                                                      |        |
| 青森県       | 青森放送     | 日本テレビ系列                | 日曜 19:30 - 20:00                                                      |        |
| 秋田県       | 秋田放送     | 日本テレビ系列                | 日曜 19:30 - 20:00                                                      |        |
| 岩手県       | 岩手放送     | TBS系列                       | 日曜 19:30 - 20:00                                                      |        |
| 宮城県       | 東北放送     | TBS系列                       | 日曜 19:30 - 20:00                                                      |        |
| 福島県       | 福島テレビ   | 日本テレビ系列                | 日曜 19:30 - 20:00                                                      |        |
| 新潟県       | 新潟放送     | TBS系列                       | 日曜 19:30 - 20:00                                                      |        |
| 山梨県       | 山梨放送     | 日本テレビ系列                | 日曜 19:30 - 20:00                                                      |        |
| 長野県       | 信越放送     | TBS系列                       | 日曜 19:30 - 20:00                                                      |        |
| 静岡県       | 静岡放送     | TBS系列                       | 日曜 19:30 - 20:00                                                      |        |
| 石川県       | 北陸放送     | TBS系列                       | 日曜 19:30 - 20:00                                                      |        |
| 中京広域圏   | 中部日本放送 | TBS系列                       | 日曜 19:30 - 20:00                                                      |        |
| 近畿広域圏   | 朝日放送     | TBS系列                       | 日曜 19:30 - 20:00                                                      |        |
| 鳥取県       | 日本海テレビ | 日本テレビ系列 フジテレビ系列 | 日曜 19:30 - 20:00                                                      |        |
| 島根県       | 山陰放送     | TBS系列                       | 日曜 19:30 - 20:00                                                      |        |
| 岡山県       | 山陽放送     | TBS系列                       | 日曜 19:30 - 20:00                                                      |        |
| 広島県       | 中国放送     | TBS系列                       | 日曜 19:30 - 20:00                                                      |        |
| 山口県       | 山口放送     | 日本テレビ系列                | 日曜 19:30 - 20:00                                                      |        |
| 徳島県       | 四国放送     | 日本テレビ系列                | 日曜 19:30 - 20:00                                                      |        |
| 愛媛県       | 南海放送     | 日本テレビ系列                | 日曜 19:30 - 20:00                                                      |        |
| 高知県       | 高知放送     | 日本テレビ系列                | 日曜 19:30 - 20:00                                                      |        |
| 福岡県       | RKB毎日放送  | TBS系列                       | 日曜 19:30 - 20:00                                                      |        |
| 長崎県       | 長崎放送     | TBS系列                       | 日曜 19:30 - 20:00                                                      |        |
| 熊本県       | 熊本放送     | TBS系列                       | 日曜 19:30 - 20:00                                                      |        |
| 大分県       | 大分放送     | TBS系列                       | 日曜 19:30 - 20:00                                                      |        |
| 宮崎県       | 宮崎放送     | TBS系列                       | 日曜 19:30 - 20:00                                                      |        |
| 鹿児島県     | 南日本放送   | TBS系列                       | 日曜 19:30 - 20:00                                                      |        |
| 琉球政府     | 琉球放送     | TBS系列                       | 日曜 19:30 - 20:00                                                      |        |
| 山形県       | 山形放送     | 日本テレビ系列                | 日曜 19:30 - 20:00（1968年3月まで） 木曜 18:15 - 18:45（1968年4月）     |        |
| 富山県       | 北日本放送   | 日本テレビ系列                | 日曜 19:30 - 20:00（1968年3月31日まで） 日曜 17:00 - 17:30（1968年4月） |        |
| 福井県       | 福井放送     | 日本テレビ系列                | 日曜 19:30 - 20:00（1968年3月31日まで） 土曜 19:00 - 19:30（1968年4月） |        |

- 他に海外にも輸出され、Permanのタイトルで放映された国が多いが、台湾では小超人、香港では神奇小子、ブラジルではSuper Dinamo、イタリアではSuper Kid、チリではHombre Parのタイトルで放映された。ブラジルでは第2作は放映されておらず、比較的近年まで1960年代に制作された第1作が再放送されていた[52]。

#### 映像ソフト・再放送
本作の映像ソフトは永らく発売されることが無く、稀にテレビの懐古番組で取り上げられる映像を除いては視聴困難な状況が続いていた。
- 1990年ごろ、TBS「テレビ探偵団」番組内で本作最終回「パー子という名の女の子」の映像の一部が放送された。
- 1993年4月6日にNHK-BS2で放送された「集まれ!スーパーヒーローたち〜夢の工房（1）藤子・F・不二雄の世界」の番組内で本作1話分の映像が放送された。
- 1995年に藤子不二雄ファンサークルネオ・ユートピアが会員向け上映会で本作最終回を上映しようとしたところ、当時フィルムを保管していた藤子プロに上映可能なプリントが無く、原版ネガフィルムからニュープリントして上映された。
- 1999年にビーム・エンタテインメントから発売された、歴代東京ムービー作品の主題歌映像を収録したVHS・LDソフト「東京ムービーアニメ主題歌大全集 第1巻」に本作のオープニング映像（再放送用のオープニングA）、エンディング映像（テロップ入りのエンディングB、ノンテロップ版のエンディングA）が収録された。
- 2013年、「藤子・F・不二雄生誕80周年記念」の一環としてDVD化が決定。
- 2014年8月2日、DVD発売に先駆け、東京ムービーの法人格・各種資産を引き継いだトムス・エンタテインメント50周年を記念したアニマックスの特別番組「TMSアニメ50年のDNA」内で第22回が放送された。
- 同年11月5日にキングレコードからDVD-BOX上・下巻が期間限定生産品として発売された。
  - 約2年に及ぶ映像のレストア作業を行い、デジタル化したニューマスターを使用。各巻ブックレット「パーマンひみつ手帳」（12ページ）封入。
  - 2010年にDVD-BOXが発売され、各話の映像素材が比較的良好な状態で収録されていた後番組『怪物くん』とは対照的に、本作には音声素材が紛失している話数や映像・音声の劣化が著しい話数が幾つか存在する。また、本作のエンディングフィルムは大部分が紛失しているため、当時の正確なスタッフや出演者の情報を知ることは困難である。DVD-BOXではオープニング・エンディング映像は特典映像扱いで収録されている。
  - 第16回Aパート「恐竜はどこにいるの巻」[53]および第47回Aパート「密林の王者パーザンの巻」[54]は未収録となっている。理由に関しては制作元から公表されていない。
  - 一部の映像や音声がカット処理されている。
- 2015年3月13日に東映ビデオから発売されたDVD「トムス・エンタテインメントTV主題歌大全集VOL.1 1964－1977」にはオープニング映像（オープニングAとB）、エンディング映像（ノンテロップ版のエンディングAとB）が収録されている。
- 2024年6月28日、藤子・F・不二雄生誕90周年を記念し、「想い出のアニメライブラリー 第138集」としてBlu-ray Disc版（3枚組）が発売（発売元：ベストフィールド、販売元：TCエンタテインメント）。
  - 映像を新たにHDリマスター化して収録。ただし、第27回Bパート「ワニザメ船長の巻」・第30回Bパート「宿なしパーマンの巻」・第48回Bパート「パーマン西遊記の巻」の3話は、「原版不明」としてSD素材からのアップコンバートにより収録している。
  - 収録話数はDVD版と同様だが、DVD版で音声未収録だった第45回Bパート「逆襲パーマンの巻」が音声入りとなっている（他の音声未収録話は特典映像として収録）。

### ドラQパーマン
『ドラQパーマン』は、1979年に「藤子不二雄&しのだひでお」名義で発表された日本の漫画作品、及び1980年に放送されたテレビアニメ作品。

### 藤子不二雄劇場 パーマン (1983年版)

#### 解説
- 1983年4月4日 - 1985年3月30日、第1話 - 第513話は月 - 土曜日18時45分 - 19時00分(JST) 、15分1話の帯番組で第一家庭電器一社提供番組
  - 全国ネット用に再構成したものを1983年4月10日 - 1985年3月31日に日曜9時30分 - 10時00分（JST）で放送。
- 1985年4月2日 - 1985年7月2日（1985年7月9日よりリピート放送）第514話 - 第526話は火曜19時02分 - 19時24分(JST) 、22分1話の番組 、テレビ朝日系で放送 。全526話+スペシャル2話。カラー作品

アニメ第2作は、『月刊コロコロコミック』や学習雑誌などで漫画の連載が行われたため年齢対象が若干下げられ、キー局では15分1話の帯番組ということもありコメディ風味が強くなった。タイトルコールは1号役の三輪とブービー役の大竹が担当（ブービーは1号のタイトルコールの後の鳴き声で登場し、エピソードによって鳴き声のテンションが異なる）。最高視聴率（ビデオリサーチ調べ、関東地区）は1984年3月11日放送の24.9%。
このシリーズは先駆けて公開された劇場版『パーマン バードマンがやってきた』（下記参照）を実質的な第1回としており、連続した内容になっている。
この2度目のアニメ化の際に、原作漫画も同時にリニューアル連載され、互いにリンクした新設定が数々生まれた。また藤子キャラ御三家として、ドラえもん、忍者ハットリくん、パーマンの頭文字をとり『ドラ・ハッ・パー』なるキャッチフレーズが作られた。
「パーチャク!（『装着〈そうちゃく〉』および1982年に同じテレビ朝日系で放映された『宇宙刑事ギャバン』の変身コードである『蒸着〈じょうちゃく〉』の捩り）」「パワッチ!」「ヘコー!（これは本来、前放映作の『忍者ハットリくん』と同じ台詞として台本で『ズコ』と書かれていたのを、バードマン役の安原義人がアドリブで『ヘコ』と言ったのが切っ掛けで生まれたという）」などの独特な決めゼリフが登場したのもこのシリーズの特徴である。キャラクターデザインが放送後期から若干修正され、パーマンマスクの目の縁がやや四角くなり、パー子の服装がしばしば変わるようになった（平成版の映画シリーズはこの時点でのキャラクター設定を踏襲している）。そして当時のラブコメディブームの波に乗ってか、1号とパー子の関係にスポットを当てたエピソードが増えていった。1985年4月より『オバケのQ太郎』（3作目）が帯でスタートし、本作は『藤子不二雄ワイド』に枠移動。
最終回は、パー子が1号に好意を抱いているということを告白するエピソードで締め括られたが、次の回からは過去のリピート放送となった。この回は後に『人生が変わる1分間の深イイ話』（2008年11月10日放送分）でも取り上げられた。

また、アニメ第2作では、原作漫画の最終回のエピソードが初めて特番枠で放送された。原作漫画では1号本人がバード星へ旅立ったところで終了したが、アニメ版ではバードマンが新たに用意したコピーロボットの1号が途中で本物と入れ替わってバード星へ向かう、という内容に変更されている。
2003年 - 2004年の映画公開にあわせ、2002年12月31日の『もういくつ寝ると25周年!?ドラえもんスペシャル』では「パーマンの宝物はなんだ?」「パーマンセットを大切に」の再放送、2003年12月31日の『テレビ朝日開局45周年特別番組 TVも映画も25周年大晦日だよ!全員集合!!ドラえもんスペシャル』では「パーマン免許書き替え」「パー子のなんでも占い」が再放映され、両回とも1号がゲスト出演している。
このシリーズは、テレ朝チャンネルおよびGYAO!、AbemaTV家族アニメチャンネルで視聴することができる。オープニングで音楽が菊池俊輔とクレジットされているのは、たかしまあきひこの誤りである。1990年代にも、テレビ朝日系列の一部新局でも本放送扱いで放送されていた。
2011年9月2日より、初の全528話収録となるDVD-BOX全4巻が順次発売されている（1983年7月20日特番パーマンオール百科も3巻に特典映像として収録されている）。
本番組の開始により、当時土曜18時00分から18時30分まで放送されていたスーパー戦隊シリーズの『科学戦隊ダイナマン』が5分短縮することを余儀なくされた。
2024年2月18日に日曜10時00分 - 11時00分（関東地区は『スペシャルサンデー』枠）で放送された、藤子・F・不二雄生誕90周年記念特別番組『「好き」から生まれた藤子・F・不二雄の世界』内で、本作から「つながれたパーマン」が放送された。映像フォーマットは「画面両脇にサイドパネル」・「オープニングは30分用バージョンを使用するも、スタッフテロップはニュープリント、歌詞テロップは無し」・「エンディングと次回予告はカット」となった。

#### スタッフ
- 原作：藤子不二雄
- 監督：原田益次
- 監修：鈴木伸一
- 総監督：笹川ひろし
- 総作画監督：富永貞義
- 撮影監督：金子仁
- 録音監督：浦上靖夫、大熊昭
- 音楽：たかしまあきひこ
- 編集：岡安肇（岡安プロモーション）
- 効果：松田昭彦（フィズサウンドクリエイション）
- 整音：中戸川次男、大城久典
- 録音：オーディオプランニングユー
- スタジオ：APUスタジオ
- 現像：東京現像所
- 制作担当：熊瀬哲郎
- 制作デスク：茂木仁史
- 演出助手：河合佐知彦、須永司、佐藤正、佐藤敦紀、木宮茂、池永雅一 他
- 文芸担当：桶谷顕
- プロデューサー：小泉美明、菅野哲夫、木村純一、波多野正美（テレビ朝日）、加藤良雄、児玉征太郎（シンエイ動画）
- 制作協力：旭通信社
- 製作：テレビ朝日、シンエイ動画

#### アニメ第2作オリジナルキャラクター

##### 小学生
山岸 ユキ（やまぎし ゆき）
声優 - 高木早苗
第2作アニメオリジナルキャラクター。元々はミツ夫の隣のクラスに転入してきた転校生でミツ夫のコピーと知り合い、友達になった。それ以降コピーと事実上恋人同士といってよい交際を続けているが、あくまでもコピーとの関係であり、ミツ夫本人とは話が合わずに悲しむこともしばしばある。
江地 孫一郎（えじ まごいちろう）
声優 - 田中真弓
第2作アニメ版オリジナルキャラクター。通称「エジソン」。名前よろしく発明好きの、自分の才能をやや鼻にかけている小学生。出番は少なかったが、ストーリー上結構重要な役割を務めることもあった。パーマンに対し挑戦することもあれば、パーマンに協力することもある。
イツモ マジメ
声優 - 鶴ひろみ
ガン子のクラスメイト、数回登場する。499話（DVD-BOXでは501話）にて家の表札で姓が「出雲」であることが判明する。

##### 悪役
水掛けマン
通行人にクイズを出し、これに負けた相手にバケツで水を浴びせる男。正体は肉屋の2階に下宿している苦学生。歩いていたカバ夫たちに川に関するクイズを出して、彼らが負けたから水を浴びせようとしたが傘や合羽で防御された。しかし油断した隙を突いて墨入り水鉄砲でカバ夫たちの顔面に「残念！残念！」と連射した。張り込みをしていたミツ夫に追われるが駅などに関するクイズの出題や墨入り水鉄砲でミツ夫の顔を撃って足止めして逃げていたが、2・3号に持参してきた給水塔で水を浴びせられ負けを宣告した。

#### 主題歌
オープニングテーマ - 『きてよパーマン』
作詞 - 藤子不二雄 / 作曲 - 古田喜昭 / 編曲 - たかしまあきひこ / 歌 - 三輪勝恵、コロムビアゆりかご会
- 本放送・レンタルDVD版でのオープニングでは歌詞がついているが、再放送版ではスタッフクレジットのみとなっている。

エンディングテーマ - 『パーマンはそこにいる』
作詞 - 小谷夏 / 作曲 - 古田喜昭 / 編曲 - たかしまあきひこ / 歌 - 古田喜昭 / レコード - コロムビアレコード 規格品番:CK-676
- 主題歌シングルは、オリコンの「TVマンガ・童謡部門」のチャートで1984年度の年間チャート1位を記録した。

※新・旧主題歌と挿入歌は全てCD『パーマン・ザ・ベスト』『テレビまんが主題歌のあゆみ』『続々々・テレビまんが主題歌のあゆみ』で聴くことが出来る。ただし旧作主題歌『ぼくらのパーマン』は別テイク。旧作BGMと主題歌・挿入歌『パーマン2号はウキャキャのキャ』を収録した『懐かしのミュージッククリップ39 パーマン』はiTunesで購入可能。旧作主題歌はongen.netでも有料ダウンロード可。

#### 放送局
※放送系列は放送当時、放送日時は個別に出典が掲示されてあるものを除き、1984年11月中旬 - 12月上旬時点のものとする。なお、『藤子不二雄ワイド』内で放送された『パーマン』については藤子不二雄ワイド#放送局を参照。
| 放送地域       | 放送局             | 放送系列                      | 放送日時                                                 | 備考                                                   |
| 15分版         | 15分版             | 15分版                        | 15分版                                                   | 15分版                                                 |
| -------------- | ------------------ | ----------------------------- | -------------------------------------------------------- | ------------------------------------------------------ |
| 関東広域圏     | テレビ朝日         | テレビ朝日系列                | 月曜 - 土曜 18:45 - 19:00                                | 制作局                                                 |
| 北海道         | 北海道テレビ       | テレビ朝日系列                | 月曜 - 土曜 18:45 - 19:00                                |                                                        |
| 宮城県         | 東日本放送         | テレビ朝日系列                | 月曜 - 土曜 18:45 - 19:00                                |                                                        |
| 福島県         | 福島放送           | テレビ朝日系列                | 月曜 - 土曜 18:45 - 19:00                                |                                                        |
| 新潟県         | 新潟テレビ21       | テレビ朝日系列                | 月曜 - 土曜 18:45 - 19:00                                | 1983年10月開局から放送。                               |
| 静岡県         | 静岡けんみんテレビ | テレビ朝日系列                | 月曜 - 土曜 18:45 - 19:00                                |                                                        |
| 広島県         | 広島ホームテレビ   | テレビ朝日系列                | 月曜 - 土曜 18:45 - 19:00                                |                                                        |
| 香川県・岡山県 | 瀬戸内海放送       | テレビ朝日系列                | 月曜 - 土曜 18:45 - 19:00                                |                                                        |
| 福岡県         | 九州朝日放送       | テレビ朝日系列                | 月曜 - 土曜 18:45 - 19:00                                |                                                        |
| 鹿児島県       | 鹿児島放送         | テレビ朝日系列                | 月曜 - 土曜 18:45 - 19:00                                |                                                        |
| 青森県         | 青森放送           | 日本テレビ系列 テレビ朝日系列 | 月曜 - 金曜 6:00 - 6:15                                  | 1987年ごろに放送。                                     |
| 岩手県         | 岩手放送           | TBS系列                       | 金曜 16:15 - 16:30                                       | 現・IBC岩手放送。1985年 - 1986年ごろに一部話数を放送。 |
| 長野県         | テレビ信州         | 日本テレビ系列 テレビ朝日系列 | 月曜 - 土曜 17:30 - 17:45                                |                                                        |
| 富山県         | 北日本放送         | 日本テレビ系列                | 月曜 - 金曜 17:30 - 17:45                                |                                                        |
| 石川県         | 石川テレビ         | フジテレビ系列                | 月曜 - 金曜 16:40 - 16:55                                |                                                        |
| 福井県         | 福井テレビ         | フジテレビ系列                | 月曜 - 金曜 17:10 - 17:25                                |                                                        |
| 中京広域圏     | 名古屋テレビ       | テレビ朝日系列                | 月曜 - 金曜 18:43 - 18:58                                |                                                        |
| 熊本県         | テレビ熊本         | フジテレビ系列 テレビ朝日系列 | 月曜 - 金曜 16:20 - 16:30                                | 1987年ごろに放送。                                     |
| 宮崎県         | 宮崎放送           | TBS系列                       | 月曜 - 木曜 16:55 - 17:10                                |                                                        |
| 沖縄県         | 琉球放送           | TBS系列                       | 月曜 - 金曜 17:00 - 17:15                                |                                                        |
| 30分版         |                    |                               |                                                          |                                                        |
| 関東広域圏     | テレビ朝日         | テレビ朝日系列                | 日曜 9:30 - 10:00                                        | 制作局                                                 |
| 北海道         | 北海道テレビ       | テレビ朝日系列                | 日曜 9:30 - 10:00                                        |                                                        |
| 青森県         | 青森放送           | 日本テレビ系列 テレビ朝日系列 | 日曜 9:30 - 10:00                                        |                                                        |
| 宮城県         | 東日本放送         | テレビ朝日系列                | 日曜 9:30 - 10:00                                        |                                                        |
| 福島県         | 福島放送           | テレビ朝日系列                | 日曜 9:30 - 10:00                                        |                                                        |
| 新潟県         | 新潟テレビ21       | テレビ朝日系列                | 日曜 9:30 - 10:00                                        | 1983年10月開局から放送。                               |
| 長野県         | テレビ信州         | 日本テレビ系列 テレビ朝日系列 | 日曜 9:30 - 10:00                                        |                                                        |
| 静岡県         | 静岡けんみんテレビ | テレビ朝日系列                | 日曜 9:30 - 10:00                                        |                                                        |
| 中京広域圏     | 名古屋テレビ       | テレビ朝日系列                | 日曜 9:30 - 10:00                                        |                                                        |
| 近畿広域圏     | 朝日放送           | テレビ朝日系列                | 日曜 9:30 - 10:00                                        |                                                        |
| 広島県         | 広島ホームテレビ   | テレビ朝日系列                | 日曜 9:30 - 10:00                                        |                                                        |
| 香川県・岡山県 | 瀬戸内海放送       | テレビ朝日系列                | 日曜 9:30 - 10:00                                        |                                                        |
| 福岡県         | 九州朝日放送       | テレビ朝日系列                | 日曜 9:30 - 10:00                                        |                                                        |
| 鹿児島県       | 鹿児島放送         | テレビ朝日系列                | 日曜 9:30 - 10:00                                        |                                                        |
| 岩手県         | 岩手放送           | TBS系列                       | 月曜 - 木曜 16:07 - 16:35                                | 現・IBC岩手放送。1987年 - 1988年ごろに放送。           |
| 秋田県         | 秋田テレビ         | フジテレビ系列 テレビ朝日系列 | 水曜 17:00 - 17:30                                       |                                                        |
| 山形県         | 山形放送           | 日本テレビ系列 テレビ朝日系列 | 日曜 8:00 - 8:30                                         |                                                        |
| 山梨県         | 山梨放送           | 日本テレビ系列                | 月曜 17:30 - 18:00                                       |                                                        |
| 石川県         | 石川テレビ         | フジテレビ系列                | 日曜 9:30 - 10:00（1984年4月1日まで） ↓ 土曜 6:15 - 6:45 |                                                        |
| 徳島県         | 四国放送           | 日本テレビ系列                | 木曜 17:00 - 17:30                                       |                                                        |
| 愛媛県         | 愛媛放送           | フジテレビ系列                | 月曜 19:00 - 19:30                                       | 現・テレビ愛媛。                                       |
| 高知県         | 高知放送           | 日本テレビ系列                | 金曜 17:30 - 18:00                                       |                                                        |
| 長崎県         | 長崎放送           | TBS系列                       | 木曜 16:50 - 17:20                                       |                                                        |
| 熊本県         | テレビ熊本         | フジテレビ系列 テレビ朝日系列 | 月曜 17:30 - 18:00                                       |                                                        |
| 宮崎県         | 宮崎放送           | TBS系列                       | 土曜 17:00 - 17:30（放送開始時点） →金曜 16:55 - 17:25   | 1984年4月21日から放送                                  |
| 沖縄県         | 琉球放送           | TBS系列                       | 土曜 16:30 - 17:00                                       |                                                        |

#### ドラえもんへのゲスト出演
『ドラえもん』では前出の2002年、2003年の大晦日特番以外にも幾度かゲスト出演している。
1989年3月3日放送「なんでも空港」においてパーマン1号、パーマン2号、パーマン3号が、1993年9月8日放送「ドラえもん ボクの感謝の90分 ! 夢の四次元バラエティー」では1号が、1998年10月11日放送「秋だ一番 ! ドラえもん TV&映画20周年 !! スーパースペシャル !」では1号、2号、3号が、2003年2月21日放送「どんなモンだい ドラえもん 春一番 ! 雪ん子突風スペシャル !!」では1号、3号が、2003年3月7日放映「ドラえもん 映画 前夜祭 2003」では1号がそれぞれ登場している。
2008年7月18日放映「ぼくよりダメなやつがきた」ではのび太やしずかと同じクラスに小学生のミツ夫とスミレが隣の席同士で一瞬モブキャラクターとして登場する場面がある。
藤子・F・不二雄生誕80周年記念として2013年9月13日放送「ドラえもん 誕生日1時間スペシャル」エピソード「真夜中の巨大ドラたぬき」でパーマン1号がゲスト出演した。ミチ子、パーマン2号、魔土災炎も劇中劇の人物として登場している。2014年8月1日放送「なんでも空港」では、1989年に放送された時と同様にパーマン1号、パーマン2号、パーマン3号が、第2作1期のアニメには登場しなかったパーマン4号、バードマンと共に出演している。

### 映画
『パーマン』はこれまでに映画ドラえもんの同時上映作として5つの映画が作られている。1984年には『忍者ハットリくん』（安孫子単独作品）との映画初共演も果たした。ただし、『忍者ハットリくん+パーマン』シリーズは『忍者ハットリくん』の登場人物が物語の中心になっており、『パーマン』の登場人物の出演時間は少ない。下記の5作のうちDVDが発売されたのは「Pa-Pa-Pa ザ★ムービー」シリーズのみ。
- パーマン バードマンがやって来た!!（1983）
- 忍者ハットリくん+パーマン 超能力ウォーズ（1984）
- 忍者ハットリくん+パーマン 忍者怪獣ジッポウVSミラクル卵（1985）
- Pa-Pa-Pa ザ★ムービー パーマン（2003）
- Pa-Pa-Pa ザ★ムービー パーマン タコDEポン!アシHAポン!（2004）

#### パーマン バードマンがやって来た!!
1983年3月12日公開。
25分作品。テレビアニメの本放送に先駆けて上映された。『パーマン』を知らない観客にも分かるように、バードマンと出会ったミツ夫がパーマンになる場面や、パーマン2号との出会いが描かれている。さらにミチ子（本作ではミツ子）が身代金目的で誘拐されるという事件が起き、ミツ夫がパーマンとなってミチ子を救出し、誘拐犯を捕まえるという内容。この映画を見てから4月開始のテレビシリーズを見ると、自然な流れで楽しめる作りになっている。脚本は藤子（藤本）によって書かれた。監督・作画監督はモノクロ版テレビアニメでも監督・作画監督を担当した鈴木伸一で、アニメーション制作もモノクロ版同様スタジオ・ゼロ。新設定ながら、モノクロ時代の雰囲気が色濃く残る作品。
1966年の漫画「パーマン誕生!」が物語の土台となっている。
同時上映は『ドラえもん のび太の海底鬼岩城』『忍者ハットリくん・ニンニンふるさと大作戦の巻』。
サブキャラクターの配役
- 刑事 - 雨森雅司
- 警察官 - 山田俊司
- 誘拐犯 - 野本礼三　
- ミツ子のパパ - 島田彰
- ミツ子のママ - 島木綿子

スタッフ
- 原作・脚本：藤子不二雄
- 作画監督・監督：鈴木伸一
- レイアウト：正延宏三
- 美術監督：石津節子
- 撮影監督：小池彰
- 録音監督：浦上靖夫
- 音楽：たかしまあきひこ
- 原画：半田輝男、泰泉寺博、田中平八郎、笠原彰
- 動画：斉藤奈緒子、渡辺幸男、小助川晶子、川上喜美代、増渕文夫、三味洋子、津久井美和子
- 動画チェック：柴田和子
- 仕上：渡辺聡子、能英友子、工藤文代、山崎英美子、村上マヤ、横川いずみ、堀田昭子、渡辺洋子、池さゆり
- 色指定：川崎智子
- 特殊効果：土井通明
- 背景：金村勝義、佐藤道子、斉藤初枝、大宮久江
- 撮影：角原幸枝、尾崎美季
- 効果：松田昭彦（フィズサウンドクリエイション）
- 整音：中戸川次男、柴田信弘
- 文芸：水出弘一
- 編集：西出栄子
- スタジオ：APUスタジオ
- 現像：東京現像所
- 製作担当：山脇秀隆
- 制作進行：小池剛ノ助
- プロデューサー：別紙壮一
- アニメーション制作：スタジオゼロ
- 制作協力：藤子スタジオ
- 制作：シンエイ動画、小学館、テレビ朝日

#### 忍者ハットリくん+パーマン 超能力ウォーズ
1984年3月17日公開。同時上映は『ドラえもん のび太の魔界大冒険』。

#### 忍者ハットリくん+パーマン 忍者怪獣ジッポウVSミラクル卵（たまご）
1985年3月16日公開。同時上映は『ドラえもん のび太の宇宙小戦争』。

#### Pa-Pa-Pa ザ★ムービー パーマン
『Pa-Pa-Pa ザ★ムービー パーマン』 （パパパ ザ・ムービー パーマン）は、2003年3月8日公開。上映時間32分。1960年代のアニメシリーズをアニメ第1作、1980年代のアニメシリーズをアニメ第2作とするならば、本作は『パーマン』のアニメシリーズ第3作。声優や主題歌はアニメ第2作のものをそのまま受け継いでいるが、町並みや設定が時代に合わせて変更された。また本作を知らない子供達に考慮し、再びバードマンとの出会いが描かれている。一瞬だけのび太がカメオ出演している。
本作は下記の漫画作品を土台として作られている。★印は藤本と安孫子の合作。無印は藤本単独作。
- 「パーマン誕生!」（1966年）★
- 「ブル・ミサイル」（1983年）
- 「巨大ロボットの襲撃」（1983年）
- 「パーマンはつらいよ」（1967年）★

同時上映は『ドラえもん のび太とふしぎ風使い』。
ED主題歌「キミらしいまま」（歌：石川ひとみ）
- 作詞：及川眠子／作曲：前田克樹／編曲：亀山耕一郎

CDは2003年3月1日発売
サブキャラクターの配役
- 魔土災炎 - 池田秀一
- パパンダー - 郷里大輔
- 先生 - 長嶝高士
- 子分 - 田口昂、岡野浩介
- マネージャー - 大西健晴
- TVディレクター - 菅原淳一
- 司会 - 太田真一郎
- 男子 - 佐藤ゆうこ
- 女子 - 松本さち、太田真由美、若菜ようこ

スタッフ
- 原作：藤子・F・不二雄
- 監督・脚本：渡辺歩
- 構成：富田祐弘
- 演出：善聡一郎
- 作画監督：富永貞義
- 美術監督：明石聖子
- 撮影監督：熊谷正弘
- 録音監督：大熊昭
- 音楽：若草恵
- 効果：松田昭彦（フィズサウンドクリエイション）
- 編集：岡安肇
- 色彩設計：今泉ひろみ
- CGI：楠部工
- タイトル合成：柏原健二
- 原画：高倉佳彦、佐々木正勝、原勝徳、茶谷与志雄、植村淳、大武正枝、石之博和、福本勝、高野登
- 動画：中峰ちとせ、家野尚代、中野恵美、内原弘美、村山健治、大東郁子、端由美子、T.A.R.O、佐藤綾、加来由加里、栗田智代、原口ちはる
- 背景：スタジオユニ
- 撮影：アニメフィルム
- 編集：小島俊彦、中葉由美子、村井秀明、川崎晃洋、三宅圭貴
- CG協力：ぐるぐる本舗、スティングレイ
- 音響制作：AUDIO PLANNING U
- レコーディングスタジオ：APU MEGURO STUDIO
- ミキサー：大城久典、内山敬章
- 音楽協力：齋藤裕二
- デジタル光学録音：西尾曻
- ドルビーフィルムコンサルタント：河東努、森幹生
- 宣伝協力：小学館プロダクション
- 制作デスク：馬渕吉喜
- プロデューサー：増子相二郎、木村純一、梶淳、濱田千佳
- 制作協力：藤子プロ、ADK
- 制作：シンエイ動画、小学館、テレビ朝日

#### Pa-Pa-Pa ザ★ムービー パーマン タコDEポン!アシHAポン!

##### 2004年の映画オリジナルキャラクター
ドクトル・オクト
声優 - 広川太一郎
平成版第2作に登場。たくさんのタコ型洗脳メカを使い世界中の人につけ支配しようとする。フランス語を交えてしゃべることがあるが、フランス人かどうかは不明。墨を吐くタコロボットを使い1号を倒しマスクとマントを奪い（この時に1号の素顔が暴かれるが墨まみれで特定されなかった）、またスミレを人質にしタコ要塞でパーマンたちを苦しめた。1号のマスクを被るも、自滅してしまった。

### 限定短編アニメ

#### Fキャラオールスターズ大集合 ドラえもん&パーマン 危機一髪!?
2011年から2012年10月2日まで、藤子・F・不二雄ミュージアム施設内にあるFシアターで上映。ドラえもんのひみつ道具でドラえもんとのび太が、テレビの番組『パーマン』の中に入るという内容。2016年12月31日放送の「大みそかだよ!ドラえもん1時間スペシャル!!」内で『ドラえもん&パーマン 危機一髪!?』のタイトルで地上波初放送した。『パーマン』側のキャストは第2作を踏襲している。
スタッフ
- 原作 - 藤子・F・不二雄
- 企画 - 大倉俊輔（藤子プロ）
- 演出・作画監督 - 大杉宜弘
- 原画 - 桝田浩史、橋本とよ子、山口真未、光田史亮、浦上貴之、西村理恵、岡野慎吾、三輪修
- 脚本 - 島田満
- 動画検査 - 藤野京子
- 色彩設計 - 松谷早苗
- 色指定 - 横井未加（スタジオ・ロード）
- 美術 - 皆谷透（アトリエローク07）
- 撮影 - 熊谷正弘（アニメフィルム）
- 編集 - 三宅圭貴（岡安プロモーション）
- 録音監督 - 田中章喜（オーディオ・プラニング・ユー）
- 効果 - 糸川幸良
- 録音スタジオ - APUスタジオ
- ビデオ編集 - 東京現像所
- 制作デスク - 岡田麻衣子
- プロデューサー - 増子相二郎
- アニメーション制作 - シンエイ動画
- 制作 - 川崎市藤子・Ｆ・不二雄ミュージアム

## 『ドラえもん』との関連
『ドラえもん』との共演が、他の藤子不二雄作品よりも数多く見受けられる。
とりわけ登場回数が多いのは星野スミレの大人の姿である。およそ20代半ばから映画『STAND BY ME ドラえもん』に至っては（ドラえもん時点の）現在から19年後、ディナーショーを開催する様なベテラン女優の域に達するまで（本作では広告板の顔写真のみ・ミツ夫の帰還は不明）、数多くのエピソードに登場している。つまり『パーマン』の舞台年代は『ドラえもん』より過去という事になる。
漫画『ドラえもん』連載初期の話にはガン子が登場することもあったが、この頃は時系列が設定されていなかったのか、本作同様に小学校低学年程度の子供として描かれており、スミレ関連の設定と矛盾している。
ドラえもんがひみつ道具の「コピーロボット」を出した際に、のび太が「パーマンが使ってるやつだね」と発言したことがある。

## テレビCM
2013年8月よりリクルートライフスタイルのクレジットカード『リクルートカード』のCMとして実写化。出演子役は二宮慶多（撮影当時7歳）と安藤美優（同6歳）。

## ゲーム
アイレム（現・アピエス、ただしゲーム開発部門は事業譲渡を経てアイレムソフトウェアエンジニアリング）より「パーマン えんばんをとりかえせ !!」「パーマンPART2 秘密結社マドー団をたおせ!」の2タイトルが発売されている。機種はいずれもファミリーコンピュータ。
アニメ第2期の放送中に同じくアニメ化されていた他の藤子作品（ドラえもん、オバケのQ太郎、忍者ハットリくん、プロゴルファー猿）が、それぞれのアニメが放送中であった1985年から1987年の間にはファミコンソフト化を果たしていたのに比べると本作のファミコン化は大分遅く、その発売日は本放送も既に終了した1990年12月14日であった（Part2 にいたっては1991年12月20日の発売である）。
また、2003年に稼動したアーケードゲーム「pop'n music 10」（コナミ）、および2004年11月18日に発売された同作のPlayStation 2用移植版に、主題歌「きてよパーマン」が収録された（現在は削除）。既存の音源ではなく、新たに制作された音源を使用し、原曲と同じく三輪勝恵本人が歌っている。